# Espanhol da Espanha

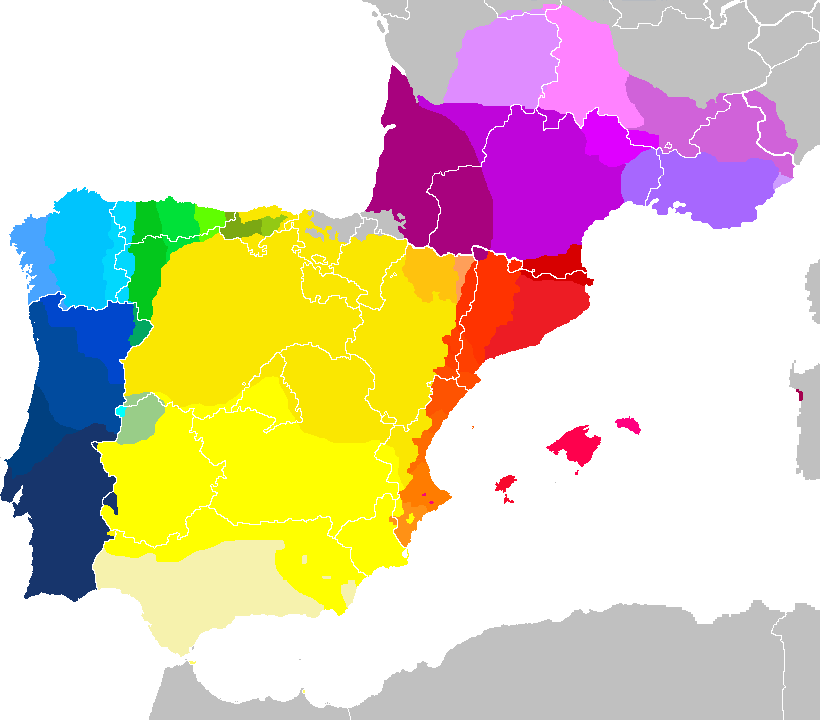
Dialectos e sotaques da língua castelhana na Espanha e Andorra.

O espanhol da Espanha, espanhol ibérico ou espanhol europeu é um dialecto da língua castelhana falado na Europa (principalmente no seu país de origem: Espanha e em Andorra) e na África (na Guiné Equatorial e no Saara Ocidental), existem duas áreas dialetais, como as variedades setentrionais e meridionais. Alguns autores também falam sobre dialectos do castelhano falado nas regiões da Espanha que falam a língua catalã e a língua galega. Em áreas urbanas da Espanha, os dialectos actualmente tendem a ser mais homogéneos, além da alfabetização da população, o desenvolvimento e a expansão dos meios de comunicação, especialmente na televisão e rádio, e a profusão da literatura desde meados do século XX fizeram uso crescente de um espanhol peninsular homogéneo com mais frequência, para lidar com dialectos regionais, que tendem a desaparecer. Todos os dialectos do castelhano na Espanha são mutuamente inteligíveis entre si, embora por vezes existam algumas dificuldades em compreensão, entre os falantes de ambas a regiões.
Uma das diferenças mais proeminentes na Espanha, é o uso do seseo ou ceceio, quando as letras "c" e "z" são pronunciadas como "s". Estas variedades são frequentes entre as comunidades do Sul. 
Algumas diferenças dialetais que podem ser percebidas na Espanha, na verdade correspondem à interferência de uma língua nativa distinta ao castelhano, de modo que a entoação ou a pronúncia sobressai mais ou menos, dependendo de quem fala.
Na Espanha são faladas várias línguas. O castelhano ou espanhol é a língua oficial do país, e a língua materna predominante em quase todas as comunidades autónomas da Espanha. Seis das dezassete comunidades autónomas da Espanha têm outras línguas co-oficiais, em conjunto com o castelhano. O bilinguismo em diferentes graus e em diferentes situações de comunicação entre o castelhano e outra língua, é uma prática comum por muitos dos espanhóis que residem em uma dessas regiões.
De acordo com o levantamento realizado pelo Eurobarómetro em 2006, o castelhano seria a língua materna de 89% da população espanhola, o catalão/valenciano de 9%, o galego de 5% e o basco de 1%, considerando que 3% da população teria como língua materna uma língua estrangeira (por causa da imigração).
Em Andorra, o catalão é a língua materna de 49,4% da população andorrana, mas somente os 29,9% da população total utiliza o idioma. Ao contrário do espanhol que é a língua nativa mais falada entre a população de Principado, 43,4% declararam que o espanhol é sua língua nativa. O estudo mostra que nos últimos anos, tem havido uma deterioração de posição da língua catalã, a favor do espanhol.